# Georgenhospital (Berlin)
Das Georgenhospital war neben dem Heilig-Geist-Spital das älteste Hospital der Schwesterstädte Berlin und Kölln. Beide Hospitäler wurden 1278 erstmals in einem Gildebrief erwähnt. Die nach dem Heiligen Georg benannte Krankenpflegeeinrichtung befand sich in Kölln. Sie musste im 18. Jahrhundert und im 20. Jahrhundert jeweils wegen Stadtvergrößerung verlegt werden.

## Geschichte
Das Hospital unter dem Patrozinium des Heiligen Georg wurde als domus leprosorum, als Leprosenhaus bezeichnet. Es befand sich zusammen mit dem Georgenkirchhof nördlich der Große(n) Frankfurther Straße an der nordwärts abgehenden Erschließungsstraße Linien-Straße von der Landsberger bis zur Frankfurter Straße. und diente ursprünglich der isolierten Verwahrung der „Aussätzigen“, wie bis ins 19. Jahrhundert die Lepra-Kranken genannt wurden. Diese Krankheit hatte sich in der Folge der Kreuzzüge und von Pilgerreisen in Mitteleuropa stark verbreitet. Anders als das Heilig-Geist-Spital, jedoch wie in anderen Städten auch, lag das Leprosenhaus außerhalb der Stadtmauern, vor dem Oderberger, dem späteren Georgentor, wo sich mehrere Fernhandelswege verzweigten. Nach dem Rückgang der Lepra-Erkrankungen wurde es weiter als Pest-, Siechen- und Armenhaus genutzt.

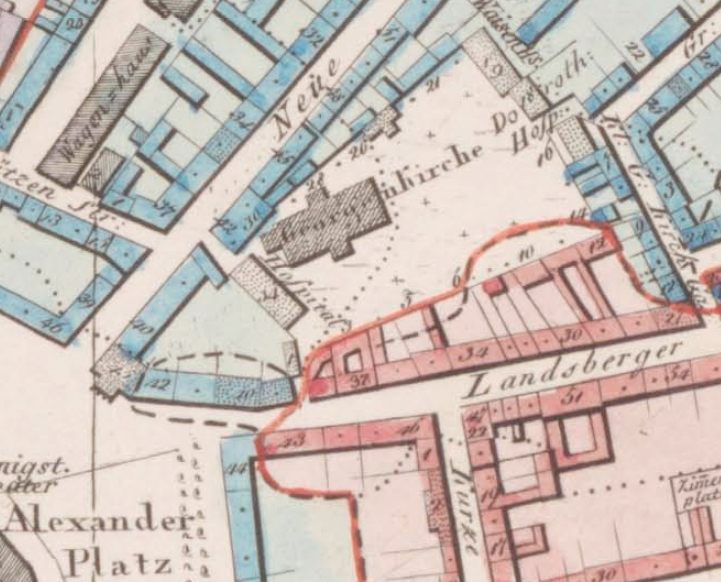
Georgenkirchplatz um 1846 (Georgenhospital Nr. 34, links unterhalb der Kirche)

Zu der aus mehreren Häusern und Buden bestehenden Anlage gehörte auch die 1331 in einem päpstlichen Ablassbrief erwähnte Kapelle, aus der im 17. Jahrhundert die Georgenkirche als Pfarrkirche der sich ausdehnenden Georgenvorstadt hervorging. Daneben gab es ein Wohnhaus für den Priester und seinen Küster mit dessen Familie, einen Garten für die Versorgung mit Nahrungsmitteln und einen kleinen Friedhof, da die Sterberate der Hospitalinsassen hoch war. Auf dem „Armensündergrund“ des Georgenkirchhofs wurden zudem die Opfer des benachbarten Rabensteins und andere, denen „keine christliche Bestattung zuteil werden durfte“, begraben.
Im Jahr 1720 wurde das Pesthaus, wie das Hospital auch genannt wurde, wegen Baufälligkeit abgetragen und durch einen Neubau am Georgenkirchplatz 34/35 ersetzt. Im Lexicon von Berlin  heißt es dazu auch: „Die Hospitaliten müssen sich mit 250 Rthlr. einkaufen, und bekommen dafür freye Wohnung, Holz, wöchentlich 8 bis 9 Pfund Brod, und mehrere andere Bedürfnisse.“
Am Georgenkirchplatz waren zuvor schon weitere karitative Einrichtungen errichtet worden, wie das Spletthaus für arme Witwen oder 1674 das Dorotheenhospital „für mittellose Fremde“. Am alten Richtplatz war noch vor 1733 eine der Rückerschen Freischulen entstanden. In einem der früheren Garnisonslazarette eröffnete Johann August Zeune im Jahr 1806 die erste Blindenschule Deutschlands, später kam eines der Kornmesserschen Waisenhäuser dazu. Viele der sozialen Einrichtungen rund um den Georgenkirchplatz mussten in der zweiten Hälfte des 19. Jahrhunderts jedoch der intensiveren Bebauung im Umfeld des Alexanderplatzes weichen. Das Georgenhospital erhielt daher 1885 zusammen mit dem Heilig-Geist-Spital einen Neubau im Berliner Ortsteil Wedding, ohne den Namen fortzuführen.